# Mohamed Munavwar
Mohamed Munavwar (en divehi: މުޙައްމަދު_މުނައްވަރު, tl.: Muḥa‘madu Muna‘varu; en ruso: Мохамед Мунаввар, tl.: Mohammed Munawawwar — 20 de diciembre de 1961, Meedhoo) es un doctor en derecho y político maldivo.

## Biografía
Después de la graduación, Munavar se desempeñó como procurador general de las Maldivas durante diez años, de 1993 a 2003.
Diputado electo del condado Addu. Trabajó en este puesto durante una década. El 13 de agosto de 2004, fue arrestado y encarcelado. Fue acusado de organizar disturbios dirigidos contra la democracia, conocidos en la prensa como Black Friday. El 5 de diciembre de 2004 fue acusado en virtud del artículo 29 del Código Penal de Maldivas "Hechos contra el Estado". La acusación preveía cadena perpetua o cadena perpetua, prisión o prisión por un período de diez a quince años. La oposición y la comunidad internacional argumentaron que los cargos tenían motivaciones políticas. Posteriormente, el 10 de diciembre de 2004, se retiraron los cargos en su contra.
El 2 de junio de 2007, el Dr. Munavwar fue elegido presidente del Partido Democrático de Maldivas (TIR), entonces el partido de oposición más grande de las Maldivas. El 13 de agosto de 2008, el Dr. Munavwar renunció como líder del partido. Mohamed Munavvar es el autor de trabajos científicos dedicados a la delimitación de estados oceánicos.